# Nurachi
Nurachi é uma comuna italiana da região da Sardenha, província de Oristano, com cerca de 1.620 habitantes. Estende-se por uma área de 15 km², tendo uma densidade populacional de 108 hab/km². Faz fronteira com Baratili San Pietro, Cabras, Oristano, Riola Sardo.